# Monte Beco Mean
Der Monte Beco Mean (indonesisch Gunung Becomean) ist ein Berg in Osttimor. Er liegt im Suco Cribas, zwischen den Flüssen Haeraun und Tuqueli. Er hat eine Höhe von 971 m.